# Lembá
Lembá é um distrito da ilha de São Tomé, em São Tomé e Príncipe. Tem sede na vila das Neves. O distrito tem cerca de 15 mil habitantes e 229 km².

## Demografia
Histórico da população
- 1940 6.885 (12,9% da população nacional)
- 1950 6.196 (14,2 da população nacional)
- 1960 6.196 (15,2% da população nacional)
- 1970 6.206 (13,1% da população nacional)
- 1981 7.905 (10,8% da população nacional)
- 1991 9.016 (9,7% da população nacional)
- 2001 10.696 (9,6% da população nacional)
- 2012 14.676 (8,2% da população nacional)[1]

## Estabelecimentos
- Neves
- Santa Catarina

|                         | Norte: Oceano Atlântico | Nordeste: Lobata |
| Oeste: Oceano Atlântico | Lembá                   | Leste: Mé-Zóchi  |
|                         | Sul: Oceano Atlântico   | Suleste: Caué    |